# Shorttrack-Europameisterschaften 2025
Die Shorttrack-Europameisterschaften 2025 waren die 28. Auflage der Shorttrack-Europameisterschaften und fanden vom 17. bis zum 19. Januar 2025 in der Joynext Arena in der sächsischen Landeshauptstadt Dresden statt. Ausrichter war die Internationale Eislaufunion (ISU).
Erfolgreichster Teilnehmer war der Niederländer Jens van 't Wout, der zwei Gold- und zwei Silbermedaillen gewann. Bei den Frauen war Arianna Fontana aus Italien mit zwei Goldmedaillen am erfolgreichsten.

## Teilnehmende Nationen
Insgesamt nahmen 120 Athleten aus 25 Ländern an den Europameisterschaften teil, darunter 74 Männer und 46 Frauen.
| Teilnehmende Nationen (Frauen/Männer)                                                          | Teilnehmende Nationen (Frauen/Männer)                                         | Teilnehmende Nationen (Frauen/Männer)                                       | Teilnehmende Nationen (Frauen/Männer)                                    | Teilnehmende Nationen (Frauen/Männer)                                    |
| ---------------------------------------------------------------------------------------------- | ----------------------------------------------------------------------------- | --------------------------------------------------------------------------- | ------------------------------------------------------------------------ | ------------------------------------------------------------------------ |
| Belgien (0/5) Bosnien und Herzegowina (0/1) Bulgarien (0/4) Deutschland (4/5) Frankreich (4/4) | Großbritannien (1/4) Irland (0/1) Italien (5/5) Kroatien (2/2) Lettland (1/4) | Litauen (0/1) Niederlande (5/5) Norwegen (2/2) Österreich (1/3) Polen (5/5) | Rumänien (1/0) Schweden (1/0) Schweiz (1/2) Serbien (0/1) Slowakei (1/1) | Slowenien (0/1) Tschechien (2/3) Türkei (0/5) Ukraine (5/5) Ungarn (5/5) |

## Ablauf
Im Rahmen der Shorttrack-EM 2025 wurden Einzelrennen über 500 Meter, 1000 Meter und 1500 Meter (jeweils Frauen und Männer) sowie Staffeln über 3000 Meter (Frauen), 5000 Meter (Männer) und über 2000 Meter (Mixed) gelaufen.
Bei den Frauen entschied Petra Jászapáti aus Ungarn den Wettkampf über 500 Meter für sich. Das Rennen über 1000 Meter gewann Arianna Fontana aus Italien. Über 1500 Meter gewann die Niederländerin Xandra Velzeboer die Goldmedaille. Im Staffel-Rennen konnte sich das italienische Team durchsetzten, vor den Staffeln aus Ungarn und Polen.
In den Einzelrennen der Männerkonkurrenz gewann der Niederländer Jens van 't Wout die Rennen über 500 und 1500 Meter. Über 1000 Meter gewann der Italiener Pietro Sighel die Goldmedaille. Den Staffel-Wettbewerb gewann die italienische Staffel vor den Teams aus Polen und Belgien.
In der Mixed-Staffel gewann Frankreich den EM-Titel. Die Silbermedaille ging an die Staffel der Niederlande, vor dem polnischen Team.

## Ergebnisse

### Frauen
| Wettbewerb         | Gold                                                                                | Gold         | Silber                                                                             | Silber       | Bronze                                                                    | Bronze       |
| Wettbewerb         | Athletin                                                                            | Leistung     | Athletin                                                                           | Leistung     | Athletin                                                                  | Leistung     |
| ------------------ | ----------------------------------------------------------------------------------- | ------------ | ---------------------------------------------------------------------------------- | ------------ | ------------------------------------------------------------------------- | ------------ |
| 500 Meter          | Petra Jászapáti                                                                     | 0:43,087 min | Arianna Sighel                                                                     | 0:43,236 min | Chiara Betti                                                              | 0:43,345 min |
| 1000 Meter         | Arianna Fontana                                                                     | 1:32,567 min | Petra Jászapáti                                                                    | 1:32,887 min | Elisa Confortola                                                          | 1:42,652 min |
| 1500 Meter         | Xandra Velzeboer                                                                    | 2:38,364 min | Gloria Ioriatti                                                                    | 2:38,451 min | Elisa Confortola                                                          | 2:38,529 min |
| 3000 Meter Staffel | ItalienChiara Betti Elisa Confortola Arianna Fontana Gloria Ioriatti Arianna Sighel | 4:11,703 min | UngarnSára Bácskai Petra Jászapáti Zsófia Kónya Maja Somodi Rebeka Sziliczei-Német | 4:12,324 min | PolenNatalia Maliszewska Nikola Mazur Kamila Stormowska Gabriela Topolska | 4:17,021 min |

### Männer
| Wettbewerb         | Gold                                                                                       | Gold         | Silber                                                                            | Silber       | Bronze                                                      | Bronze         |
| Wettbewerb         | Athlet                                                                                     | Leistung     | Athlet                                                                            | Leistung     | Athlet                                                      | Leistung       |
| ------------------ | ------------------------------------------------------------------------------------------ | ------------ | --------------------------------------------------------------------------------- | ------------ | ----------------------------------------------------------- | -------------- |
| 500 Meter          | Jens van 't Wout                                                                           | 0:40,642 min | Pietro Sighel                                                                     | 0:41,245 min | Quentin Fercoq                                              | 0:41,310 min   |
| 1000 Meter         | Pietro Sighel                                                                              | 1:23,788 min | Jens van 't Wout                                                                  | 1:23,797 min | Luca Spechenhauser                                          | 1:24,121 min   |
| 1500 Meter         | Jens van 't Wout                                                                           | 2:14,434 min | Stijn Desmet                                                                      | 2:14,492 min | nicht vergeben                                              | nicht vergeben |
| 1500 Meter         | Jens van 't Wout                                                                           | 2:14,434 min | Sven Roes                                                                         | 2:14,492 min | nicht vergeben                                              | nicht vergeben |
| 5000 Meter Staffel | ItalienThomas Nadalini Lorenzo Previtali Pietro Sighel Luca Spechenhauser Mattia Antonioli | 6:47,181 min | PolenŁukasz Kuczyński Michał Niewiński Diané Sellier Neithan Thomas Paweł Adamski | 6:47,353 min | BelgienStijn Desmet Warre Noiron Ward Pétré Warre Van Damme | 6:48,712 min   |

### Mixed
| Wettbewerb         | Gold                                                                                                  | Gold         | Silber                                                                                                | Silber       | Bronze                                                                                                  | Bronze       |
| Wettbewerb         | Athleten                                                                                              | Leistung     | Athleten                                                                                              | Leistung     | Athleten                                                                                                | Leistung     |
| ------------------ | --- | ------------ | --- | ------------ | --- | ------------ |
| 2000 Meter Staffel | FrankreichEtienne Bastier Quentin Fercoq Aurélie Lévêque Cloé Ollivier Gwendoline Daudet Tawan Thomas | 2:40,460 min | NiederlandeTeun Boer Zoë Deltrap Jens van 't Wout Michelle Velzeboer Sjinkie Knegt Diede van Oorschot | 2:48,607 min | PolenNatalia Maliszewska Michał Niewiński Diané Sellier Kamila Stormowska Łukasz Kuczyński Nikola Mazur | 2:54,651 min |

## Medaillenspiegel
| Platz  | Land        | Gold | Silber | Bronze | Gesamt |
| ------ | ----------- | ---- | ------ | ------ | ------ |
| 1      | Italien     | 4    | 3      | 4      | 11     |
| 2      | Niederlande | 3    | 3      | –      | 6      |
| 3      | Ungarn      | 1    | 2      | –      | 3      |
| 4      | Frankreich  | 1    | –      | 1      | 2      |
| 5      | Polen       | –    | 1      | 2      | 3      |
| 6      | Belgien     | –    | 1      | 1      | 2      |
| Gesamt | Gesamt      | 9    | 10     | 8      | 27     |